# Urbananthus
Urbananthus är ett släkte av korgblommiga växter. Urbananthus ingår i familjen korgblommiga växter.
Kladogram enligt Catalogue of Life:
| Urbananthus | \| \| Urbananthus critoniformis \| \| \| \| \| \| Urbananthus pluriseriatus \| \| \| \| |
|             | \| \| Urbananthus critoniformis \| \| \| \| \| \| Urbananthus pluriseriatus \| \| \| \| |
|             | Urbananthus critoniformis                                                               |
|             |                                                                                         |
|             | Urbananthus pluriseriatus                                                               |
|             |                                                                                         |